# Le Gros-Theil
Le Gros-Theil je francouzská obec v departementu Eure v regionu Normandie. V roce 2010 zde žilo 934 obyvatel.

## Vývoj počtu obyvatel
Počet obyvatel 